# Euthemis
Euthemis là một chi thực vật thuộc họ Ochnaceae.
Bao gồm các loài:
- Euthemis minor, Jack